# Omphax rubriceps
Omphax rubriceps är en fjärilsart som beskrevs av W. Warren 1904. Omphax rubriceps ingår i släktet Omphax och familjen mätare. Inga underarter finns listade i Catalogue of Life.